# Referendum o hazardu v Holubicích
Referendum o zákazu hazardu v Holubicích (okres Vyškov, Jihomoravský kraj), které bylo vypsáno na základě petice holubických občanů, která požadovala zákaz tzv. tvrdého hazardu na celém katastrálním území obce Holubice, proběhlo 24. – 25. května 2019. Proběhlo zároveň s volbami do Evropského parlamentu. Platnost místního referenda vyžaduje účast alespoň 35 % oprávněných voličů. Referenda o hazardu se zúčastnilo 64 % oprávněných voličů, a tudíž mohlo být referendum uznáno za platné. 67 % ze zúčastněných voličů se vyslovilo proti povinnosti obce vydat obecně závaznou vyhlášku, která by tvrdý hazard na jejím území omezovala. Voliči tak zvolili větší příjmy obce a rozhodli o tom, že město nebude dělat žádné kroky k omezení hazardu na svém území.

## Důvody referenda
Iniciátoři petice začali být aktivní, když se firma EDP rozhodla na území obce vybudovat kasino se 150 herními automaty a živou ruletou či pokerem. Občanům podepisujícím petici nevadil hazard jako takový, ale pouze přítomnost 150 herních automatů. Vůči nim by se také vztahovala případně přijatá vyhláška obce. 

## Strany sporu
Na jedné straně stálo kasino, které mělo s obcí Holubice z roku 2017 podepsanou smlouvu o spolupráci, ve které se obec Holubice zavazovala na 20 let k ochraně kasina před konkurencí a zároveň jí bylo pod hrozbou sankcí zakázáno přijímat jakákoliv opatření proti hazardu. Firmy EDP a PCA, usilující o kasino argumentovaly, že daň z hazardních her přinese do rozpočtu obce okolo 20 milionů korun. To je ovšem ze zákona povinna odvést i bez jakékoliv smlouvy o spolupráci.
Na druhé straně stáli již zmínění iniciátoři petice. Ti nebyli spokojeni již se smlouvou uzavřenou v roce 2017, a když následně firma představila svůj projekt na stavbu kasina se 150 herními automaty, rozhodli se iniciátoři, že nechtějí mít kasino s herními automaty na území své obce. Nejprve vznikla petice, která odmítala kasino, ovšem zastupitele obce nepřesvědčila. Následně se tedy iniciátoři rozhodli nasbírat dostatek podpisů pro uspořádání referenda.

## Smlouva z roku 2017
Tehdejší starosta obce Stanislav Přibyl podepsal v září roku 2017 smlouvu o spolupráci s firmou EDP. Součástí smlouvy byla záruka exkluzivity a ochrana před konkurencí, stejně tak bylo součástí smlouvy ujednání o pokutě v případě, že obec po dobu trvání smlouvy, což bylo 20 let, vydá právní opatření vůči hazardu. Znění smlouvy bylo kritizováno již v době jejího návrhu. Advokát Tomáš Vybíral vypracoval rozbor návrhu smlouvy, a měl k ní řadu výtek. Mimo jiné kritizoval exkluzivitu a navrhoval různá možnosti, jak pro obec v rámci smlouvy získat alespoň nějaké výhody. Rozbor ovšem starosta obce nikdy nepředložil, a to ani zastupitelům obce. Zároveň se ve finálním znění smlouvy nezměnilo téměř nic, a návrhy Tomáše Vybírala nebyly do smlouvy zakomponovány.

## Účast Transparency International
Obci Holubice podala ruku organizace Transparency International, která pomáhala s organizací a právními úkony při vyřizování petice i následného referenda. Zároveň poskytla odborný názor svého právního zástupce Jana Dupáka, který na základě odborného názoru odborníků na smluvní právo, regulaci hazardu a hospodářskou soutěž prohlásil, že platnost a vymahatelnost smlouvy je kvůli jejímu textu minimálně zpochybnitelná.